# Periconia britannica
Periconia britannica är en svampart som beskrevs av M.B. Ellis 1976. Periconia britannica ingår i släktet Periconia, ordningen Pleosporales, klassen Dothideomycetes, divisionen sporsäcksvampar och riket svampar.   Inga underarter finns listade i Catalogue of Life.